# Mes séances de lutte
Mes séances de lutte (Brasil: Minhas Sessões de Luta ou Batalhas de Amor) é um filme francês de comédia dramática dirigida por Jacques Doillon e lançada em 2013.
Foi apresentado no Festival Internacional de Cinema de Kerala 2014.

## Sinopse
Uma jovem usa como desculpa o funeral de seu pai para achar um vizinho bastante charmoso, e tenta entender por que ela interrompeu o caso de amor iniciado com ele alguns meses antes. Eles encontram e reproduzem a cena em que sua evasão impediu que sua história começasse. Eles tentam, lutam, lutam, enquanto se aproximam. Eles se esfregam, chocam-se uns com os outros e se divertem com uma interação tão sofisticada quanto a gravidade e em uma luta cada vez mais física. Eles acabarão por se ligar um ao outro durante as sessões diárias que se assemelham a um jogo. Além de sua disputa verbal, esse confronto se torna necessário para tentar encontrar um ritual curioso do qual eles não podem escapar. Gradualmente, ficará óbvio que algo é liberado entre eles, então essas lutas estão finalmente se tornando uma verdadeira luta pelo amor.

## Elenco
- Sara Forestier: ela
- James Thierrée: ele
- Louise Szpindel: a irmã
- Mahault Mollaret: a namorada
- Bill Leyshon: o afinador

## Produção
O filme contou com a participação financeira do Centre national du cinéma et de l'image animée.
Foi filmado no departamento de Calvados, principalmente em Courtonne-les-Deux-Églises, na zona rural de Pays d'Auge.